# M1911
Az M1911 egy félautomata, .45-ös kaliberű pisztoly, ami 1911-től 1986-ig volt az  amerikai hadseregnél rendszeresítve. Először a Fülöp-szigetek és Amerikai Egyesült Államok között dúló háborúban alkalmazták, aztán az  első világháborúban, a  második világháborúban, a  koreai háborúban és a vietnámi háborúban. A lőfegyver hivatalos megnevezése az M1911 variánsnak 1940-ben Automatic Pistol, Caliber .45, M1911, az M1911A1 változatnak (1924) pedig Automatic Pistol, Caliber .45, M1911A1 volt. A vietnámi háború idején a neve Pistol, Caliber .45, Automatic, M1911A1-ra változott.
Az 1900-as évek legelején az  amerikai hadsereg úgy döntött, hogy a rendszeresített .38-as kaliberű pisztolyok teljesítménye nem elegendő és ezért egy hatásosabb lőszerre, illetve  pisztolyra van szüksége. Ezért 1906-ban pályázatot írtak ki egy új, .45-ös kaliberű hadipisztolyra. A pályázatot végül a  John M. Browning által tervezett fegyver nyerte meg, amit végül kisebb módosítások után 1911-ben állítottak hadrendbe, innen jön az M1911 típusjelzés. A fegyver tulajdonságairól mi sem árulkodik jobban, minthogy több mint 70 éven át volt az amerikai fegyveres csapatoknál rendszeresített hadipisztoly.
Az  Egyesült Államok összesen 2,7 millió M1911 és M1911A1 pisztolyt gyártott amíg rendszeresített fegyver volt. Ezt 1986  októberében a Beretta M9 leváltotta, de népszerűsége miatt nem teljesen cserélődött le. Néhány egységnél még mindig használják modern verzióját, így még található a  Haditengerészetnél, a  Tengerészgyalogságnál és a  Különleges Erőknél.

## Fordítás
- Ez a szócikk részben vagy egészben az M1911 pistol című angol Wikipédia-szócikk ezen változatának fordításán alapul.  Az eredeti cikk szerkesztőit annak laptörténete sorolja fel. Ez a jelzés csupán a megfogalmazás eredetét és a szerzői jogokat jelzi, nem szolgál a cikkben szereplő információk forrásmegjelöléseként.

## Külső hivatkozások
- Az M1911 Pisztoly leírása